# 賈疋
賈 疋（か ひつ、? - 312年）は、中国西晋時代の人物。字は彦度。武威郡姑臧県（現在の甘粛省武威市）の出身。曾祖父は曹魏の太尉賈詡。前趙から長安を奪還し、愍帝を迎え入れて一時的に西晋を再興させたが、志半ばで倒れた。

## 生涯
幼い頃より深い見識と遠い見通しを持っており、器量・名望はみな常人を超越していた。彼に付き従う者は数多く、特に武人から敬重を受け、みな彼の為に命を捧げて尽くしたという。
始め公府（三公の官署）に仕え、やがて重要な役職を歴任したという。しばらくして安定郡太守に昇進した。
光熙元年（306年）1月、東海王司馬越は恵帝を擁して長安を守る河間王司馬顒を撃破し、太白山へ逃走させた。6月、司馬顒配下の馬瞻らは長安を奪い返すと、始平郡太守梁邁と共に司馬顒を迎え入れた。賈疋は弘農郡太守裴廙・秦国内史賈龕らと共に挙兵し、馬瞻と梁邁を討ち取った。これにより関中勢力は全て司馬越に帰順し、司馬顒はただ長安だけを保つのみとなった。
永嘉5年（311年）5月、長安を守る南陽王司馬模は対立していた秦州刺史裴苞を攻撃して撃ち破ると、賈疋は逃走中の裴苞を安定に迎え入れたので、司馬模により恨まれた。また、雍州刺史丁綽は貪欲・横暴で衆望を大いに損なっており、彼は司馬模の面前で賈疋を讒言し、その責任を全て擦り付けた。その為、司馬模は軍司謝班を安定へ派遣して賈疋を討たせた。賈疋は瀘水へ撤退すると、盧水胡の彭蕩仲と氐の竇首と結託して義兄弟の契りを結び、衆人をかき集めて謝班打倒の兵を挙げた。これを聞いた丁綽は武都へ逃走し、賈疋は再び安定に入って謝班を撃破し、その首級を挙げた。秦王司馬鄴（後の愍帝）は賈疋を驃騎将軍・雍州刺史に任じて酒泉郡公に封じた。
6月、洛陽が漢軍の攻勢により陥落し、懐帝は捕らわれの身となった。さらに8月、司馬模は漢軍に敗北し、長安もまた漢の手中に落ちた。関中では白骨が辺り一面に転がり、生者は百人に一人もおらず、残った百姓はひたすら飢えを耐え忍ぶという有様であった。
10月、賈疋は氐・羌と共に漢に帰順する事を決め、人質を送った。馮翊太守索綝・安夷護軍麹允・頻陽県令梁粛らは長安から安定へ逃走する途上で賈疋の送った人質と遭遇すると、その人質を連れ去って安定の治所臨涇に入った。そして、賈疋の下へ出向くと、共に長安を奪還して晋室復興を援けるよう説得し、賈疋はこれに同意した。こうして賈疋は索綝らにより平西将軍に推戴され、5万の兵を率いて長安へ進撃した。雍州刺史麹特・新平郡太守竺恢・扶風郡太守梁綜もまた賈疋の挙兵を聞き、共に10万の兵を率いて長安に向かった。
漢の撫軍大将軍劉粲はこの報を聞くと、龍驤将軍劉曜・安西将軍劉雅・平西将軍趙染に迎え撃たせた。賈疋はまず竺恢に攻撃させたが勝利を得られなかったので、自ら胡人・漢人2万人余りを率いて黄丘にいる劉曜を攻撃し、大勝を収めた。劉曜が負傷して撤退を始めると、賈疋は甘泉まで追撃を掛けた。さらに、前趙に寝返って梁州刺史に任じられていた彭蕩仲を攻撃し、その首級を挙げた。劉粲は劉雅・趙染に新平を攻撃させたが、索綝は新平を守って100戦以上を繰り広げて劉雅らを撃退した。麹特もまた新豊に駐屯する劉粲を破り、遂に漢都平陽に退却させた。ただ劉曜だけが長安に留まり、賈疋らとの抗戦を続けた。賈疋軍の勢いが増すと、関中の漢人・胡人が続々と呼応するようになった。
豫州刺史閻鼎・河陰県令傅暢は司馬鄴を伴って許昌を出て関中に入ると、賈疋に使者を送って司馬鄴を長安で皇帝に即位させる考えを伝えた。賈疋はこれに応じ、兵を出して一行を迎え入れた。
12月、司馬鄴が雍城に入ると、賈疋は梁綜を派遣して雍城を守らせた。
永嘉6年（312年）4月、賈疋らは長安を数カ月に渡って包囲し、劉曜を幾度も破った。劉曜は遂に8万人余りを引き連れて平陽へ逃走した。漢軍が撤退すると、賈疋は司馬鄴を雍城から長安へ奉迎した。
9月、司馬鄴を皇太子に立てた。賈疋は功績により征西大将軍が加えられた。
同年12月、彭蕩仲の子彭天護は多数の胡人を率いて賈疋を攻撃すると、賈疋はこれを迎え撃った。彭天護が敗れた振りをして逃走すると、賈疋は追撃を掛けるも夜中に山間から墜落し、彭天護に捕らえられて殺害された。

## 評価
晋書には『賈疋は勇猛で謀をよく巡らし、気節を固守していた。晋室の復興を自らの責務としていたが、不幸にも谷底に落ちてしまった。当時の人はみなたいへん心を痛め、その死を惜しんだ。』と述べられている。